# Ó
Ó, ó (letra o con acento ortográfico   o  tilde ) es una letra empleada en los idiomas casubio, checo, emiliano romañol, eslovaco,  feroés, húngaro, islandés, kazajo, polaco y sorabo. Esta letra también aparece en los idiomas catalán, español, gallego, irlandés, italiano, neerlandés, noruego (bokmål y nynorsk), occitano y portugués como una variante de la letra "o". Algunas veces se emplea en préstamos lingüísticos del inglés..

## Empleo en distintos idiomas

### Casubio
Ó es la vigésimo tercera letra del alfabeto casubio y representa /o/. También se representa /u/ en dialectos meridionales.

### Checo y Eslovaco
Ó es la vigésimo cuarta letra del alfabeto checo y la vigésimo octava letra del alfabeto eslovaco .

### Chino
En chino pinyin "ó" es el tono ascendente (tono yángpíng) de "o". 

### Emiliano-Romañol
En emiliano, "ó" se usa para representar [o]: Por ejemplo sótt [sott] seco. En romañol "ó" se usa para representar [oi]. Por ejemplo: alóra [allora] "entonces".

### Español
Ó se usa en el idioma español para denotar la sílaba tónica en aquellas palabras en el que es obligatorio escribir tilde (véase acentuación del idioma español), y que su sílaba tónica contiene una 'o' (por ejemplo, corazón)

### Gaélico escocés
Ó fue extensamente usado en el gaélico escocés por única vez, pero se ha sustituido por "ò". Esto aún puede encontrarse en ciertos registros pero no se usa en su norma ortográfica.

### Húngaro
Ó es la vigésimo quinta letra del alfabeto húngaro, se representa /oi/.

### Irlandés
Ó se usa extensamente en el idioma irlandés cuando posee varios significados.
- la preposición ó "de".
- el patronímico término Ó "nieto de" (usualmente en descendientes varones) "primer o segundo primo" variantes:(Ua, Uí, I, Uai). Cuando los nombres irlandeses son anglicizados, la ó comúnmente se escribía de este modo (O´).
- la interjección ó "oh".

### Islandés
Ó es la decimonovena letra del alfabeto islandés y se representa /ou/.

### Italiano
En italiano la Ó es un símbolo opcional (se usa especialmente en diccionarios) usados para señalar que la "o" tónica debería ser pronunciado con un sonido cerrado: córso (curso) a diferencia de còrso (corso) (pero ambos ejemplos se escriben sin acento ortográfico cuando el contexto es claro). Un proceso similar puede ocurrir con é y è, como en pésca(pesca) y pèsca(durazno), en la cual el acento no se escribe (ambos se escriben como pesca).

### Kazajo
Ó es la decimonovena letra del alfabeto latino kazajo y se representa /oe/.

### Polaco
Ó es la vigésimo primera letra del alfabeto polaco y se representa /u/. 

### Portugués
En portugués, ó se usa para marcar una /o/ tónica en palabras cuya sílaba tónica está en una ubicación impredecible dentro de la palabra, como en pó (polvo) y óculos (lentes). Si la ubicación de la sílaba tónica es predecible, el acento agudo no se usa. Ó /ó/ se diferencia con ô /o/.  

### Sorabo
Ó se representa fonéticamente /ue/ en Alta Sorabia y se representa /ou/ o /uo/, especialmete en Sorabia baja.

### Vietnamita
En el alfabeto vietnamita ó es el tono sác (tono ascendente) de "o".